# Palamede (Eschilo)
Palamede (in greco antico: Παλαμήδης?) è una tragedia perduta scritta da Eschilo nel V secolo a.C. che riguardava l'eroe mitico.

## Trama
Dell'opera ci sono noti solo pochi frammenti: il più ampio, di sette versi in un papiro, è l'inizio del dramma, con una preghiera a Zeus e al Sole, mentre negli altri tre Palamede, falsamente accusato di tradimento per le trame del geloso Odisseo, si lamentava dell'ingratitudine achea, ricordando le sue invenzioni volte al bene dei compatrioti:
Ed io riorganizzai di Greci e soci

la vita, che era prima sì confusa.

E, prima d'ogni cosa, io inventai

l'aritmetica, saggia scienza invero.

Ed io poi stabilii come si schieran

le truppe, insegnai i turni a mensa,

a fare colazione e fare pranzo.»
(F. 181a-182 Mette - trad. A. D'Andria)
Infine, in un verso derivante da un discorso di Nauplio, l'eroe euboico, padre del protagonista, rimproverava qualcuno chiedendogli perché gli avesse ucciso il figlio, così mostrando che, nel finale della tragedia, si aveva un lamento di Nauplio sul cadavere del figlio Palamede.